# Budgetrestrictie
In de consumententheorie, een deelgebied van de micro-economie, staat een budgetrestrictie (ook budgetlijn) voor de combinatie van goederen en diensten die een consument gegeven de huidige prijzen kan kopen met zijn of haar inkomen. De consumententheorie maakt gebruik van de concepten van een budgetrestrictie en een preferentiemap om de gemaakte keuzes van de consumenten te analyseren. Beide concepten kennen in het tweegoederen-geval een kant-en-klare grafische weergave. 